# Izajasz (Kowalow)
Izajasz, imię świeckie Władimir Dmitrijewicz Kowalow (ur. 1882 w Ugliczu, zm. 21 października 1960 w Jarosławiu) – rosyjski biskup prawosławny.

## Życiorys
Ukończył Szkołę Rzeczną w Rybińsku i od 1903 do 1946 pracował w transporcie rzecznym. 9 czerwca 1946 przyjął święcenia diakońskie i rozpoczął pracę duszpasterską w Cerkwi Wniebowstąpienia Pańskiego w Spassku (obwód riazański). Następnego dnia złożył wieczyste śluby mnisze, przyjmując imię zakonne Izajasz. Święcenia kapłańskie otrzymał w roku następnym, w 1949 został ihumenem, zaś w 1951 – archimandrytą. Od wymienionego roku przebywał na stałe w domu biskupim ordynariusza eparchii jarosławskiej i rostowskiej, wykonywał obowiązki ekonoma. Od 1952 był proboszczem parafii soboru Fiodorowskiej Ikony Matki Bożej w Jarosławiu.
28 listopada 1954 został wyświęcony na biskupa uglickiego, wikariusza eparchii jarosławskiej i rostowskiej. Ceremonia miała miejsce w soborze Objawienia Pańskiego w Moskwie, głównym konsekratorem był patriarcha moskiewski i całej Rusi Aleksy. De facto zarządzał całą eparchią, chociaż formalnie nie został jej ordynariuszem. Zmarł w 1960.